# Volumina Legum

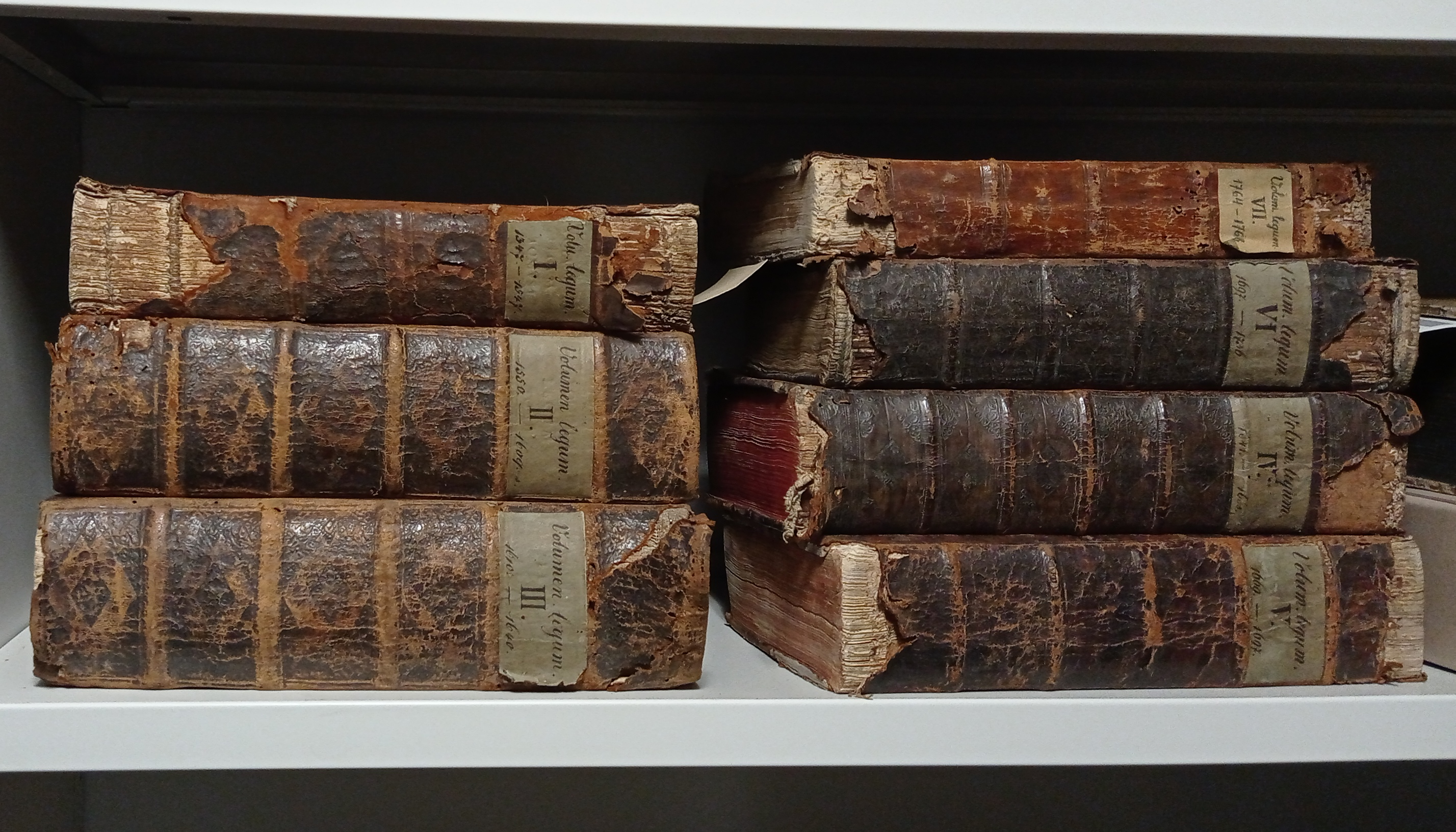
7 tomów XVIII-wiecznego wydania Volumina Legum

Volumina Legum (łac. Volumina Legum. Leges, statua, constitutiones et privilegia Regni Poloniae, Magni Ducatus Lithuaniae. Omniumque provinciarum annexarum, a commitiis visliciae anno 1347 celebratis usque ad ultima regni comitia – Prawa, konstytucye y przywileie Królestwa Polskiego, Wielkiego Xięstwa Litewskiego y wszystkich prowincyi należących na walnych seymiech koronnych od seymu wiślickiego roku pańskiego 1347 aż do ostatniego seymu) – pierwszy polski zbiór prawa stanowionego, zawierający zapis wszystkich przywilejów królewskich i konstytucji sejmowych od roku 1347 do 1793 (obrady sejmu grodzieńskiego).

## Historia
Dzieło powstało z inicjatywy biskupa kijowskiego Józefa Andrzeja Załuskiego. Rozpoczął on pracę nad chronologicznym i pełnym wydaniem wszystkich polskich praw. O publikacji na bieżąco informowała ówczesna polska prasa np. Kurier Polski, który podobnie jak Volumina Legum drukowany był w drukarni pijarskiej w Warszawie .
Dzieło wydania całości praw polskich podjął katolicki zakon pijarów, którzy zajmował się edukacją, wiedzą oraz prowadzeniem szkół i drukarni. Pierwsze sześć tomów, zawierających prawa uchwalone do 1736, opracował i wydał w latach 1732–1739 członek tego zakonu Stanisław Konarski. Pierwszy tom wydano tuż przed sejmem w Warszawie 18 września 1732. Kolejne tomy VII i VIII w 1782 również wydali pijarzy. W Rzeczypospolitej Obojga Narodów nie udało się zrealizować całości przedsięwzięcia. Opublikowano jedynie prawa od XIV wieku do 1736 roku. Dalsze prace przerwały rozbiory Polski.
W okresie Księstwa Warszawskiego Volumina Legum zostały uznane za zbiór autentyczny prawa polskiego.
W drugiej połowie XIX wieku prawnik, wydawca i działacz polityczny Jozafat Ohryzko dokonał reedycji pierwszych 8 tomów Volumina Legum i wydał je w latach 1859–1860 wraz z dwoma dodatkowymi tomami inwentarzy. Tom IX ukazał się w 1889 w Krakowie, nakładem Akademii Umiejętności. Umieszczono w nim konstytucje z lat 1782, 1784 i 1786 oraz cały dorobek Sejmu Czteroletniego.
Tom X zawierający ustawy sejmu grodzieńskiego (1793) wydano dopiero w okresie PRL w 1952 w Poznaniu.
Do Volumina Legum opublikowano również kilka naukowych prac, słowników oraz indeksów. W 2012 roku opublikowany został Indeks nazwisk do Volumina Legum Marka Wolińskiego .
Zbiór był pierwszym polskim pismem, za które opłacano subskrypcję.

## Wydane Tomy
Volumina Legum doczekały się kilku edycji. Pierwsze z nich w latach (1732–1782). Opublikowano:
| Nr tomu    | Lata        | Zawartość | Rok publikacji |
| ---------- | ----------- | --- | -------------- |
| Tom I      | (1347-1547) | Napisany w języku łacińskim obejmuje „Statut Wiślicki” Kazimierza Wielkiego, oraz dzieła prawodawcze innych polskich królów do r. 1547                                                                                           | 1732           |
| Tom II     | (1550-1609) | Uchwały sejmowe z tego okresu. | 1733           |
| Tom III    | (1609-1640) | | 1735           |
| Tom IV     | (1641-1668) | | 1737           |
| Tom V      | (1669-1697) | | 1738           |
| Tom VI     | (1697-1736) | Zawiera uchwały sejmowe z czasu panowania Augusta II Sasa, „Pakty i przywileje księstwa Kurlandzkiego”, oraz obowiązującą w województwach pomorskich „Korrekturę Pruską”. Uchwały sejmu pacyfikacyjnego za Augusta III z r. 1736 | 1739           |
| Tom VII    | (1764-1768) | | 1782           |
| Tom VIII   | (1775-1780) | | 1782           |
| Tom IX     | (1782-1792) | Konstytucje z lat 1782, 1784 i 1786 oraz cały dorobek Sejmu Czteroletniego | 1889           |
| Tom X      | (1793)      | ustawy sejmu grodzieńskiego (1793) | 1952           |
| Inw. t. I  | (1347-1736) | Inwentarz Voluminow legum przedruk wydania XX. Pijarow. Cz. 1, Do tomów I-VI | 1860           |
| Inw. t. II | (1764-1780) | Inwentarz Voluminow legum przedruk wydania XX. Pijarów. Cz. 2, Do tomów VII-VIII | 1860           |